# Тригамма-функция

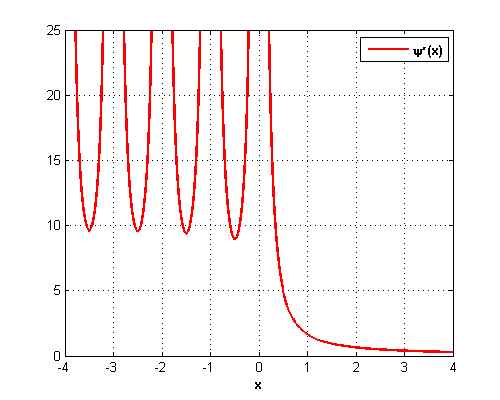
Тригамма-функция действительного аргумента x

Тригамма-функция в математике является второй из полигамма-функций. Она обозначается {\displaystyle \psi _{1}(z)} и определяется как
{\displaystyle \psi _{1}(z)={\frac {{\rm {d}}^{2}}{{\rm {d}}z^{2}}}\ln \Gamma (z)\;,}
где {\displaystyle \Gamma (z)} — гамма-функция. Из этого определения следует, что
{\displaystyle \psi _{1}(z)={\frac {\rm {d}}{{\rm {d}}z}}\psi (z)\;,}
где {\displaystyle \psi (z)} — дигамма-функция (первая из полигамма-функций). 
Тригамма-функцию можно также определить через сумму следующего ряда:
{\displaystyle \psi _{1}(z)=\sum _{n=0}^{\infty }{\frac {1}{(z+n)^{2}}},}
откуда видно, что она является специальным случаем дзета-функции Гурвица (англ. Hurwitz zeta-function),
{\displaystyle \psi _{1}(z)=\zeta (2,z)\;.}
Эти формулы верны, когда {\displaystyle z\neq 0,\;-1,\;-2,\;-3,\ldots } (в указанных точках функция {\displaystyle \psi _{1}(z)} имеет квадратичные сингулярности, см. график функции).
Существуют также другие обозначения для {\displaystyle \psi _{1}(z)}, используемые в литературе: 
{\displaystyle \psi '(z),\;\;\;\psi ^{(1)}(z)\;.}
Иногда термин «тригамма-функция» употребляется для функции {\displaystyle {\displaystyle F'(z)=\psi _{1}(z+1)}}.

## Интегральные представления
Используя представление в виде ряда, а также формулу для суммы членов геометрической прогрессии, можно получить следующее двойное интегральное представление:
{\displaystyle \psi _{1}(z)=\int _{0}^{1}\int _{0}^{y}{\frac {x^{z-1}y}{1-x}}\,{\rm {d}}x\,{\rm {d}}y\;.}
С помощью интегрирования по частям получается следующее однократное представление:
{\displaystyle \psi _{1}(z)=-\int _{0}^{1}{\frac {x^{z-1}\ln {x}}{1-x}}\,{\rm {d}}x\;.}
Используется также другое представление, которое может быть получено из предыдущего заменой x = e—t:
{\displaystyle \psi _{1}(z)=\int _{0}^{\infty }{\frac {e^{-zt}}{1-e^{-t}}}\,{\rm {d}}t\;.}

## Другие формулы
Тригамма-функция удовлетворяет рекуррентному соотношению
{\displaystyle \psi _{1}(z+1)=\psi _{1}(z)-{\frac {1}{z^{2}}}\;,}
а также формуле дополнения
{\displaystyle \psi _{1}(1-z)+\psi _{1}(z)={\frac {\pi ^{2}}{\sin ^{2}(\pi z)}}\;.}
Для тригамма-функции кратного аргумента существует следующее свойство:
{\displaystyle \psi _{1}(kz)={\frac {1}{k^{2}}}\sum _{n=0}^{k-1}\psi _{1}\left(z+{\frac {n}{k}}\right)\;.}
Приведём также асимптотическое разложение с использованием чисел Бернулли:
{\displaystyle \psi _{1}(z+1)={\frac {1}{z}}-{\frac {1}{2z^{2}}}+\sum _{k=1}^{\infty }{\frac {B_{2k}}{z^{2k+1}}}\;.}

## Частные значения
Ниже приведены частные значения тригамма-функции:
{\displaystyle \psi _{1}\!\left({\tfrac {1}{4}}\right)=\pi ^{2}+8G\;,}
{\displaystyle \psi _{1}\!\left({\tfrac {1}{3}}\right)={\tfrac {2}{3}}\pi ^{2}+3{\sqrt {3}}\;\mathrm {Cl} _{2}\!\left({\tfrac {2}{3}}\pi \right)\;,}
{\displaystyle \psi _{1}\!\left({\tfrac {1}{2}}\right)={\tfrac {1}{2}}\pi ^{2}\;,}
{\displaystyle \psi _{1}\!\left({\tfrac {2}{3}}\right)={\tfrac {2}{3}}\pi ^{2}-3{\sqrt {3}}\;\mathrm {Cl} _{2}\!\left({\tfrac {2}{3}}\pi \right)\;,}
{\displaystyle \psi _{1}\!\left({\tfrac {3}{4}}\right)=\pi ^{2}-8G\;,}
{\displaystyle \psi _{1}(1)\;={\tfrac {1}{6}}\pi ^{2}\;,}
где G — постоянная Каталана, а {\displaystyle \mathrm {Cl} _{2}(\theta )} — функция Клаузена, связанная с мнимой частью дилогарифма через
{\displaystyle \mathrm {Cl} _{2}(\theta )=\mathrm {Im} \left[\mathrm {Li} _{2}\!\left(e^{\mathrm {i} \theta }\right)\right]\;.}
Используя формулу кратного аргумента и формулу дополнения, a также связь {\displaystyle \psi _{1}\!\left({\tfrac {1}{8}}\right)} с функцией Клаузена, получаем:
{\displaystyle \psi _{1}\!\left({\tfrac {1}{6}}\right)=2\pi ^{2}+15{\sqrt {3}}\;\mathrm {Cl} _{2}\!\left({\tfrac {2}{3}}\pi \right)\;,}
{\displaystyle \psi _{1}\!\left({\tfrac {5}{6}}\right)=2\pi ^{2}-15{\sqrt {3}}\;\mathrm {Cl} _{2}\!\left({\tfrac {2}{3}}\pi \right)\;,}
{\displaystyle \psi _{1}\!\left({\tfrac {1}{8}}\right)=(2+{\sqrt {2}})\pi ^{2}+4(4-{\sqrt {2}})G+16{\sqrt {2}}\;\mathrm {Cl} _{2}\!\left({\tfrac {\pi }{4}}\right)\;,}
{\displaystyle \psi _{1}\!\left({\tfrac {3}{8}}\right)=(2-{\sqrt {2}})\pi ^{2}-4(4+{\sqrt {2}})G+16{\sqrt {2}}\;\mathrm {Cl} _{2}\!\left({\tfrac {\pi }{4}}\right)\;,}
{\displaystyle \psi _{1}\!\left({\tfrac {5}{8}}\right)=(2-{\sqrt {2}})\pi ^{2}+4(4+{\sqrt {2}})G-16{\sqrt {2}}\;\mathrm {Cl} _{2}\!\left({\tfrac {\pi }{4}}\right)\;,}
{\displaystyle \psi _{1}\!\left({\tfrac {7}{8}}\right)=(2+{\sqrt {2}})\pi ^{2}-4(4-{\sqrt {2}})G-16{\sqrt {2}}\;\mathrm {Cl} _{2}\!\left({\tfrac {\pi }{4}}\right)\;.}
Для значений за пределами интервала {\displaystyle 0<z\leq 1} можно использовать рекуррентное соотношение, приведённое выше. Например, 
{\displaystyle \psi _{1}\!\left({\tfrac {5}{4}}\right)=\pi ^{2}+8G-16\;,}
{\displaystyle \psi _{1}\!\left({\tfrac {3}{2}}\right)={\tfrac {1}{2}}\pi ^{2}-4\;,}
{\displaystyle \psi _{1}(2)\;={\tfrac {1}{6}}\pi ^{2}-1\;.}